# HD 34762
HD 34762，又名BD+27 758，SAO 77121、HR 1750，是一颗恒星，视星等为6.33，位于銀經177.88，銀緯-5.08，其B1900.0坐标为赤經5h 14m 42.5s，赤緯+27° -5.08′ 21″。